# Ніколя Д'Оріано
Ніколя Д'Оріано (фр. Nicolas D'Oriano, 5 травня 1997) — французький плавець.